# Hosjö–Backa järnväg
Hosjö-Backa järnväg (osäkert bannamn), lokalt "Backabanan", var en smalspårig (600 mm) tre kilometer lång godsjärnväg mellan Hosjö och Backa utanför Danholn i nuvarande Falu kommun. Järnvägen byggdes för att transportera varor från sågverket och tegelbruket i Backa till Gävle-Dala järnväg (GDJ) i Hosjö. Tåget kallades "Backa-Lusa". 
Järnvägen byggdes 1899–1900 av Nittsjö Tegelverks AB som 1897 hade köpt Backa ångsåg och byggt ett tegelbruk vid sågen. Banan utgick från Hosjö lastplats på Gävle-Dala järnväg nedanför Hosjö kyrka. Rester av lastplatsen kan ännu ses, i form av kvarliggande men avskurna sidospår till GDJ, nuvarande Bergslagsbanan. Järnvägen gick sedan parallellt med dagens länsväg W 854. De lastade vagnarna transporterades de tre första åren delvis på en färja i Sundbornsån innan järnvägen färdigställdes till Backa. Järnvägen lades ner 1967.
På den tidigare banvallen finns en cykelväg. Ursprungligen enbart Åsbovägen och Hosjöholmen men den förlängdes till Backa 2013. Den följer i stort sett banvallen och använder järnvägstunneln under väg W 850 vid Backa.